# Пьер Брассо

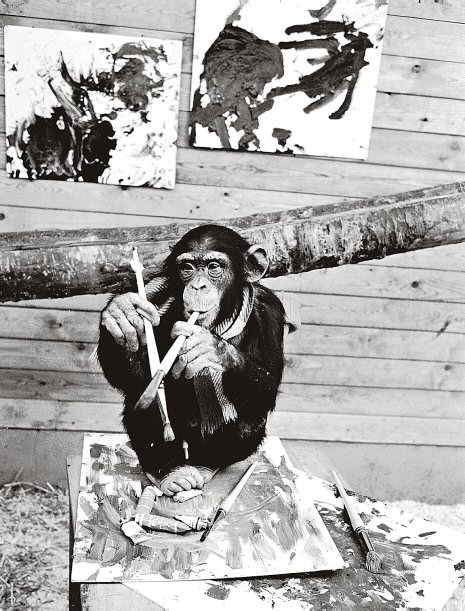
Художником Пьером Брассо на поверку оказался четырёхлетний шимпанзе Питер

Пьер Брассо (фр. Pierre Brassau) — вымышленный художник-авангардист, картины которого, выставленные на художественной выставке в Гётеборге в 1964 году, вызвали восторг у критиков. Автором работ на поверку оказался четырёхлетний шимпанзе по имени Питер из зоопарка шведского городка Бурос, а само его участие в выставке — шуткой.

## Мистификация с Пьером Брассо
Идея мистификации принадлежала журналисту шведского таблоида «Göteborgs-Tidningen» Эке «Даку» Аксельсону, который решил проверить, могут ли художественные критики отличить работы настоящих авангардистов от рисунков, сделанных обезьяной. Вместе с художником Ингве Функегардом они решили экспонировать на выставке серию картин, сделанных приматом, представив их как работы ранее неизвестного французского художника Пьера Брассо.
Шутники уговорили смотрителя местного зоопарка дать масляные краски и кисти шимпанзе. Четырёхлетней обезьяне по имени Питер процесс рисования пришелся по нраву, особенно понравился терпкий аромат синего кобальта. Когда в конце концов он начал мазать краску на полотна, тёмно-синие цвета заняли видное место в его «работах», очевидно, ввиду его вкусовых предпочтений. После того как Питер создал несколько картин, Аксельсон выбрал четыре лучшие и договорился, что они будут выставлены в галерее Christinae в Гётеборге.
Работы «мастера» сразу привлекли к себе внимание. В частности, искусствовед, обозреватель «Göteborgs-Posten» Рольф Анденберг восторженно писал в газете: «Пьер Брассо пишет мощными мазками, его кисть извивается на холсте с яростной утонченностью… Пьер — художник, выступающий с деликатностью балетного танцора…». А один из коллекционеров даже купил картину художника за 90 долларов (эквивалентно около $500 сегодня). Интересно, что даже после того, как мистификация была раскрыта, Анденберг продолжал настаивать, что картины Брассо в тот день были лучшими в экспозиции.
После скандала о работах Пьера Брассо не вспоминали, а в 1969 году Питер был передан Честерскому зоопарку в Англии, где прожил до конца жизни.

## Другие случаи с художниками-обезьянами
В декабре 2005 года немецкие газеты сообщили, что директора Государственного художественного музея в Морицбурге (Саксония) Катю Шнайдер попросили определить художника — автора одной из картин. Эксперт предположила, что работа похожа на произведения Эрнста Вильгельма Ная, известного использованием вкраплений цвета. На самом деле предоставленная на экспертизу картина была рисунком тридцатиоднолетней самки-шимпанзе по имени Банджи из зоопарка Галле. Когда ошибка была обнаружена, доктор Шнайдер призналась: «Я считаю, что это получилось немного поспешно». По словам людей, которые наблюдали за «творчеством» Банджи, обезьяна наслаждалась живописью, хотя большинство её работ не сохранились.